# Gyrosteus
Gyrosteus mirabilis är ett utdött släkte av störartade fiskar som levde under juraperioden. Fossil av Gyrosteus har hittats i närheten av Whitby, Storbritannien och den var runt 5 meter lång.